# Reveriano Soutullo
Reveriano Soutullo Otero (Puenteareas, 11 de julio de 1880-Madrid, 29 de octubre de 1932) fue un compositor español de zarzuelas y pasodobles.

## Biografía
Su padre dirigía la banda de Redondela, por lo que Reveriano tuvo la música cerca desde pequeño. A los 19 años, fue a estudiar al conservatorio de Madrid y mientras, se ganó la vida tocando el cornetín. Sufrió una infección en el oído que lo dejó medio sordo. En Madrid hizo la prueba de acceso y entró directamente en el primer curso de armonía. Estudió tres años de armonía y composición, asignatura en la que le dieron el premio extraordinario. En el conservatorio de Madrid le dieron clase profesores famosos como Arín y Fontanilla.
Entre 1906 y 1907 volvió a Vigo, donde le dieron una beca para estudiar música en el extranjero. Gracias a ello entró en contacto con músicos italianos y alemanes; pero a los que más lo marcaron los encontró en París: Debussy y Ravel.

## Obras
Volvió a Madrid donde empezó a componer zarzuela. Compuso varias zarzuelas famosas, entre ellas, Rosa de Flandes, compuesta en colaboración con el maestro Enrique Estela, y Amores de aldea.
Entre 1919 y 1931 forma un famoso tándem con Juan Vert, con quien compuso grandes éxitos como: 
- La leyenda del beso
- El último romántico
- La del Soto del Parral
- La caída de la tarde
- La Venus de Chamberí
- El regalo de boda

Juan Vert murió en 1931 a causa de un infarto.
Reveriano Soutullo abrió, asociado con Manrique Villanueva, una editorial musical en 1910, con la que ganó bastante dinero.
En 1929 compuso en homenaje a su ciudad natal el pasodoble Puenteareas.

## Muerte y legado
Murió en 1932 a causa de una complicación en el posoperatorio de una intervención en el oído.
Fueron famosas obras suyas como Puenteareas, Suite Vigo, y una fracción de La leyenda del beso fue utilizada por el grupo Mocedades en la canción «Amor de hombre».